# GECT Eurorégion Pyrénées-Méditerranée
L’Eurorégion Pyrénées-Méditerranée (EPM) est un groupement européen de coopération territoriale (GECT). Fondée en 2004, c’est une organisation de coopération politique entre la Generalité de Catalogne, Gouvernement des îles Baléares et la région d'Occitanie. 
Son nom en catalan est Euroregió Pirineus Mediterrània, en occitan Euroregion Pirenèus Mediterranèa, en aragonais Eurorregion Pireneus Mediterránia, en espagnol Eurorregión Pirineos Mediterráneo et en anglais Euroregion Pyrenees Mediterranean.
Les principales langues de travail de l'Eurorégion sont le catalan et le français, auxquelles s’ajoutent l’espagnol, l’occitan et l’anglais pour diverses communications.

## Historique

Ancien logo depuis 2004

Logo actuel

Rapprochement initié dans les années 1990 par Jordi Pujol, c’est sous l’impulsion de Pascual Maragall qu’est créée, le 29 octobre 2004, l'Eurorégion Pyrénées-Méditerranée. Outil de coopération politique, elle est fondée à l’issue d’un accord entre l’Aragon, la Catalogne, les Iles Baléares et les anciennes régions Languedoc-Roussillon et Midi-Pyrénées. 
La coopération entre les cinq membres s’articule autour de piliers tels que les échanges culturels, l’enseignement supérieur, l’environnement ou encore l’économie. L’objectif est de créer en Méditerranée un pôle de développement durable basé sur l’innovation et l’intégration sociale et économique, en privilégiant la capacité à soutenir des projets proposés par les acteurs du territoire.
En 2006, à la suite de conflits avec la Catalogne sur les biens ecclésiastiques de la Frange d'Aragon, la communauté autonome d’Aragon a décidé de suspendre sa participation au sein de l’Eurorégion. 
Depuis août 2009, l'Eurorégion est devenue un groupement européen de coopération territoriale, nouvel instrument doté d'une personnalité juridique propre, permettant de poursuivre les objectifs de l'institution, en particulier en matière de coopération transfrontalière, transnationale et inter-régionale.
Avec la mise en place de la loi NOTRe par François Hollande en 2015, l'Eurorégion voit fusionner deux de ses régions membres, le Languedoc-Roussillon et Midi-Pyrénées, réunies sous le nom de Région Occitanie / Pyrénées Méditerranée.
Au départ répartis entre Toulouse, Barcelone et Bruxelles, les bureaux de l’Eurorégion ont ensuite été établis à Perpignan, en septembre 2017, dans les locaux de la gare de Perpignan - El Centre del Món.

## Organisation et fonctionnement

### Gouvernance
Le GECT est composé de la région Occitanie, la Generalité de Catalogne et le Gouvernement des Iles Baléares, soit trois de ses membres fondateurs, qui en assurent à tour de rôle la présidence tournante, par période de deux ans.
Depuis le 10 février 2023, c’est Pere Aragonès, président en fonction de la Generalité de Catalogne, qui est à la tête l’Assemblée générale.

Les priorités politiques actuelles/de fond sont les suivantes :
- être un acteur opérationnel concret et tangible pour les territoires et acteurs locaux ;
- se positionner en tant que référent quant aux politiques européennes, ainsi qu’en Méditerranée ;
- faire face au changement climatique et à la crise économique, sanitaire et sociale, pour ainsi devenir un territoire résilient ;
- porter les changements sociétaux en donnant leur place aux citoyens ;

- consolider l’Eurorégion au travers de la nouvelle feuille de route à l’horizon 2030.

### Secrétariat Technique
Le secrétariat technique de l’Eurorégion, dirigé par le secrétaire général, est composé de 10 agents, fonctionnaires et contractuels, recrutés par le GECT afin de garantir le bon fonctionnement de l’institution, le suivi du plan d’actions et des projets européens auxquels il participe.
Le secrétaire général est nommé par la présidence, sur proposition de l’Assemblée générale. Il gère l’activité de la structure, prépare le budget et délibérations et garantit l’administration générale du GECT en fonction des orientations et missions décidées par l’Assemblée et par délégation de la présidence. 

### Assemblée générale
L'Assemblée, conduite par le président de l’Eurorégion (ou, en cas d'empêchement, par son suppléant), est composée des présidents en exercice des collectivités territoriales et communautés autonomes membres.
L'Assemblée est compétente de plein droit pour toutes les compétences dont l'exercice n’a pas été confié à d'autres organes du GECT.

### Commissions
L’EPM travaille avec 5 commissions thématiques :
- Culture[6]
- Innovation
- Tourisme[7]
- Enseignement supérieur et recherche[8]
- Environnement, changement climatique et énergie[9].

Elles se chargent de mettre en œuvre le plan d’action pluriannuel fixé par la feuille de route 2021-2030. Financent les actions leur correspondant, réalisent le suivi des projets stratégiques de la structure, entre autres celui des appels à projets eurorégionaux, ainsi que des projets européens dont l’EPM est partenaire. Elles participent, en outre, aux jurys de sélection des candidatures présentées aux appels à projets.
Les Commissions sont constituées de représentants politiques et de responsables des services et agences sectorielles de chacun des 3 territoires et sont coordonnées par le secrétaire général, avec le soutien du secrétariat technique.

## Objectifs
L’Eurorégion Pyrénées-Méditerranée a pour objectif de construire un futur résilient à l’horizon 2030, ainsi que le développement durable de son territoire.
L’Eurorégion est clairement définie comme un territoire de premier plan en Méditerranée par sa politique ambitieuse:
- pour une cohésion sociale renforcée avec les citoyens au cœur du projet eurorégional,
- pour le soutien à une économie durable, compétitive et circulaire, neutre en carbone et basée sur la transition numérique,
- pour un territoire durable qui préserve ses ressources et se prépare aux défis du changement climatique,
- pour une culture forte avec une identité eurorégionale méditerranéenne.